# Климович, Виталий Михайлович
Виталий Михайлович Климович (1912—1992) — советский партийный и советский работник, депутат Верховного Совета РСФСР 3-го созыва.

## Биография
Виталий Михайлович Климович родился 2 марта 1912 года в деревне Свенцаны (ныне — Вилейский район Минской области Белоруссии) в семье крестьянина. В раннем возрасте вместе со своей семьёй переехал в город Тюмень, окончил там школу-семилетку, работал на комсомольских и партийных должностях в Ярковском районе Тюменской области. В 1932—1933 годах заведовал Ярковским районным финансовым отделом. Срочную службу проходил на Тихоокеанском флоте. Демобилизовавшись, вернулся в Тюмень, работал на партийных и советских должностях, был уполномоченным Наркомзага РСФСР по Тюменскому району, вторым секретарём Тюменского райкома ВКП(б). В феврале 1943 года переехал в Омскую область, работал первым секретарём сначала Крутинского, а затем Калачинского райкомов ВКП(б).
В 1948 году Климович был командирован на курсы партийных работников при ЦК ВКП(б), после окончания которых работал первым секретарём Нижнеломовского райкома ВКП(б)-КПСС Пензенской области. В 1951 году избирался депутатом Верховного Совета РСФСР 3-го созыва. В декабре 1955 года он окончил Высшую партийную школу при ЦК КПСС, после чего был направлен в Смоленскую область. Работал первым секретарём Смоленского райкома КПСС, начальником Смоленского областного управления совхозов, начальником Смоленского областного управления мелиорации и водного хозяйства. На протяжении своей трудовой деятельности неоднократно избирался депутатом областного и районных Советов депутатов трудящихся. Выйдя на пенсию, проживал в Смоленске. Умер 16 августа 1992 года, похоронен на Новом кладбище Смоленска.
Был награждён орденами Ленина, Трудового Красного Знамени, «Знак Почёта», рядом медалей, а также Почётной грамотой Президиума Верховного Совета РСФСР.